# Preludi op. 28, núm. 4 (Chopin)

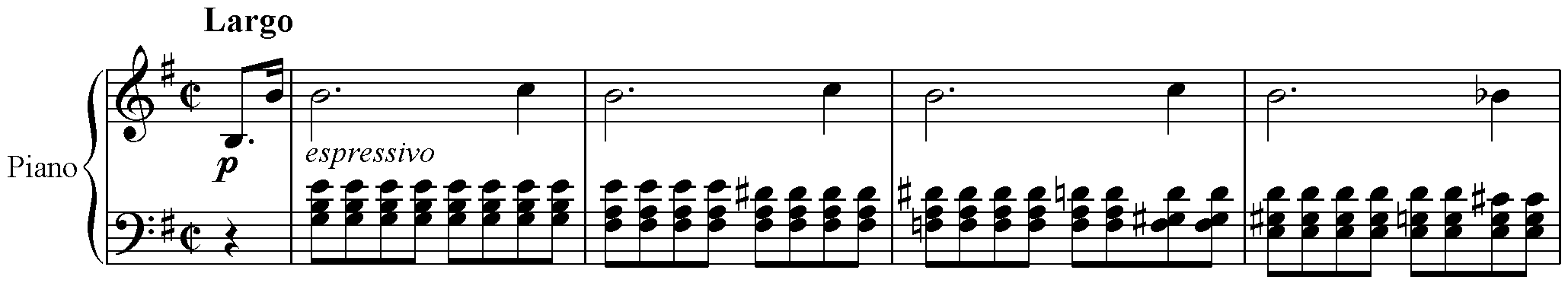
Inici del "Preludi op. 28, núm. 4" de Chopin

El "Preludi op. 28, núm. 4", en mi menor, de Frédéric Chopin és un dels 24 Preludis. Per pròpia petició seva, la peça es va interpretar en el seu funeral, juntament amb el Rèquiem de Mozart.
Hans von Bülow descriu el preludi com "asfíxia", per la seu sentit de la desesperació. De fet, l'última dinàmica de Chopin marcat la peça és Smorzando, que es pot interpretar com "anar morint". El preludi podria haver tingut un títol o descriptor. Solange, la filla de George Sand, que estava amb el compositor a la Cartoixa de Valldemossa (Mallorca) quan van compondre els preludis, va comentar: "La meva mare li va donar un títol a cada un dels meravellosos Preludis de Chopin; aquests títols s'han conservat en uns escrits que ens va donar a nosaltres." Aquest escrits es van perdre. Però Solange va escriure els noms dels preludis, aparentment sense assignar els noms als números de cada preludi. Es creu que el títol "Quelles Larmes au fond du humide cloître?" ("Quines llàgrimes [es van vessar] en les profunditats de l'humit monestir?") correspon al Preludi núm. 4.

## En la cultura popular
Hi ha algunes cançons basades en el "Preludi núm. 4":
- "Insensatez" d'Antonio Carlos Jobim.
- "Jane B" (1969) de Serge Gainsbourg
- "Clubbed To Death 2," de Rob Dougan
- "That's My People" del grup francès de rap, Suprême NTM.
- "Exit Music (For a Film)" de Radiohead de l'àlbum OK Computer. Formà part de la banda sonora de la pel·lícula Romeo + Juliet.

També apareix en la banda sonora de diverses pel·lícules:
- Five Easy Pieces (1970). Jack Nicholson, en el seu paper de Robert Eroica Dupea, l'interpreta a l'inici de la pel·lícula.
- El pianista (2002) sobre un pianista jueu polonès, Władysław Szpilman.
- El quadern de Noah (2004).
- Xiscle de terror (1961), un thriller britànic
- A Tale of Two Cities (1935), en un arranjament per a corda.[3]

Altres:
- Benjamin Zander parla en profunditat sobre el preludi en una conferència sobre música clàssica.[4]